# Slains Pursuivant
O Slains Pursuivant é um oficial de armas privado designado pelo Chefe do Nome e Armas de Hay - atualmente o Conde de Erroll, Lord High Constable da Escócia. Acredita-se que a família Hay tenha um oficial de armas desde o tempo em que o cargo de Lord High Constable foi confiscado pela família Comyn e passado para os Hays. A primeira menção a Slains Pursuivant é por volta de 1412, quando o Conde de Erroll apresentou Slains a uma guilda em Perth.

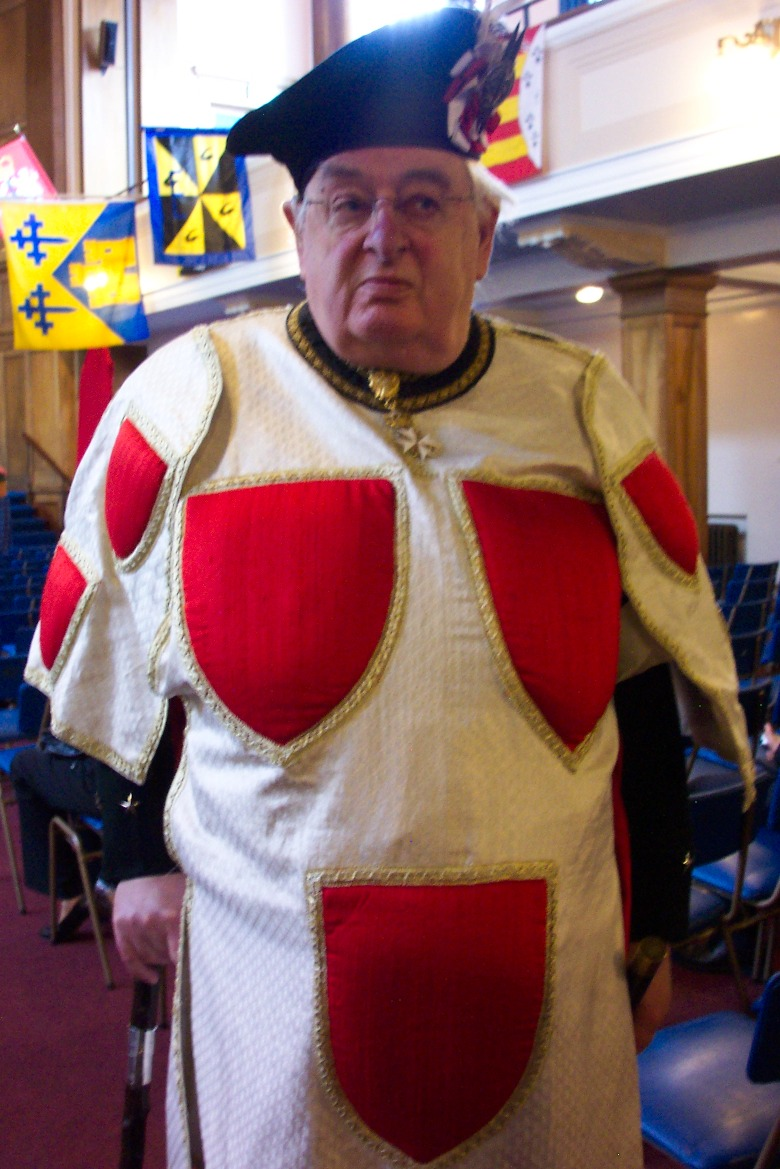
Peter Drummond-Murray, do Mastrick, como perseguidor de Slains no XXVII Congresso Internacional de Ciências Genealógicas e Heráldicas. Ele é mostrado usando o tabard do conde de Erroll.

Após a Segunda Guerra Mundial, Sir Iain Moncreiffe daquele Ilk reviveu a prática de nomear oficiais particulares. Slains Pursuivant é o mais graduado entre esses oficiais porque seu mestre está na frente de todos os colegas da Escócia .
O atual titular do cargo é John Malden.

## Titulares do cargo desde 1948
- 1948 – 1970 Michael Maclagan
- 1970 – 1978 Peregrine Moncreiffe
- 1978 – 1981 Sir Crispin Agnew de Lochnaw
- 1981 – 2009  Peter Drummond-Murray, do Mastrick
- 2009 – 2016 John Stirling, WS, solicitor
- 2016 – presente R John Malden